# Екватор (мюзикл)
«Екватор» — українська вистава 2003 року у жанрі мюзикл режисера Віктора Шулакова за на музику Олександра Злотника та вірші Олександра Вратарьова. Прем'єра відбулася на сцені Київського національного академічного театру оперети.

## Сюжет
В основу лібрето Олександр Вратарьов поклав історію 12-річного перебування в Новій Гвінеї відомого етнографа Миклухо-Маклая. Це, по суті, ніби сни Маклая, в яких він згадує найбільш яскраві і цікаві епізоди свого життя.
За задумом автора і розвитком сюжетної лінії, герої потрапляють то в бюргерську Німеччину, то до царського двору Санкт-Петербургу, то подорожують в Нову Гвінею. Все це відбувається в супроводі музики саме цієї країни.
Якщо проаналізувати рецензії на мюзікл, можна виділити і таку думку, що сам сюжет являє собою комбінацію з мотивів давно відомих поціновувачам жанру мюзиклу творів. Насамперед таких, як рок-опери Ендрю Лллойда Веббера і Олексія Рибникова. З рибниківської «Юнони і Авось» постановочна команда запозичила колоніальну тематику, образи російських моряків і імператорський двір. Основний персонаж мюзиклу до всіх подарованим йому авторами позитивних рис отримав ще й доблесті рибниківского Резанова і веберівського Месії. Мрійник, що марить далекими мандрами. Ловелас, перед яким не може встояти жодна іноземка. Посланник Небес, що перетворює воду в вогонь і рухом руки нищить тюремні ґрати.

## Творчий склад
- Композитор — Олександр Злотник
- Автор п'єси і текстів — Олександр Вратарьов
- Режисер-постановник — Віктор Шулаков
- Хореграф-постановник — Андрій Єрьомін
- Генеральний продюсер — Алан Голлі, партнерство Алана Голлі з української сторони здійснював продюсерський центр «Арт-Проект», зокрема генеральний директор Сергій Герасимов[4]

## Дійові особи та виконавці
Чоловічі партії
- Юрій Ковальчук / Денис Барканов — Маклай
- Олександр Тищенко  (Alex Luna, альтино) — Голос Південних морів
- Василь Бондарчук — Капітан Назимов
- Василий Лазарович (бас-баритон) — Олександр II

Жіночі партії
- Тіна Кароль — Маргарет
- Світлана Лобода — Мірана
- Тетяна Луканова / Христина Забара (до шлюбу Конечна) — Княгиня Олена Павлівна
- Анна Іванюк, Наталя Іванюк — Близнюки
- Антоніна Макарчук- Августа

## Історія створення
При постановці мюзиклу було сшито близько 300 коштовних костюмів з різного типу матеріалів (хутро, шкіра, натуральні тканини та розписані вручну). Ця кількість виникла через те, що деяким дійовим особам доводилось перевдягатися за виставу по 7 і більше разів.
Існує думка, що персонаж, що періодично з'являється на подіумі (гермафродит в золотистому плащі) — це не лише алегоричний Голос південних морів, а свій замінник знакового образу з мюзиклу «Юнони і Авось» Олексія Рибникова — постаті Казанської Божої матері.